# Katharinaklooster
Het Katharinaklooster, Sinaï-klooster of Sint-Catharinaklooster (Grieks: Μονὴ τῆς Ἁγίας Αἰκατερίνης, Moní tís Agías Aikaterínis, Arabisch: دير القدّيسة كاترين, dir alqddyst katrin). Officieel: Heilig Autonoom koninklijk klooster van Sint-Katherine van de Heilige en door God betreden berg Sinaï (Grieks: Ιερά Αυτόνομος Βασιλική Μονή Αγίας Αικατερίνης του Αγίου και Θεοβαδίστου Όρους Σινά, Ierá Aftónomos Vasilikí Moní Agías Aikaterínis tou Agíou kai Theovadístou Órous Siná) op het schiereiland Sinaï in Egypte, is een van de oudste en beroemdste kloosters ter wereld. Het is vernoemd naar de heilige Catharina van Alexandrië.

## Geschiedenis

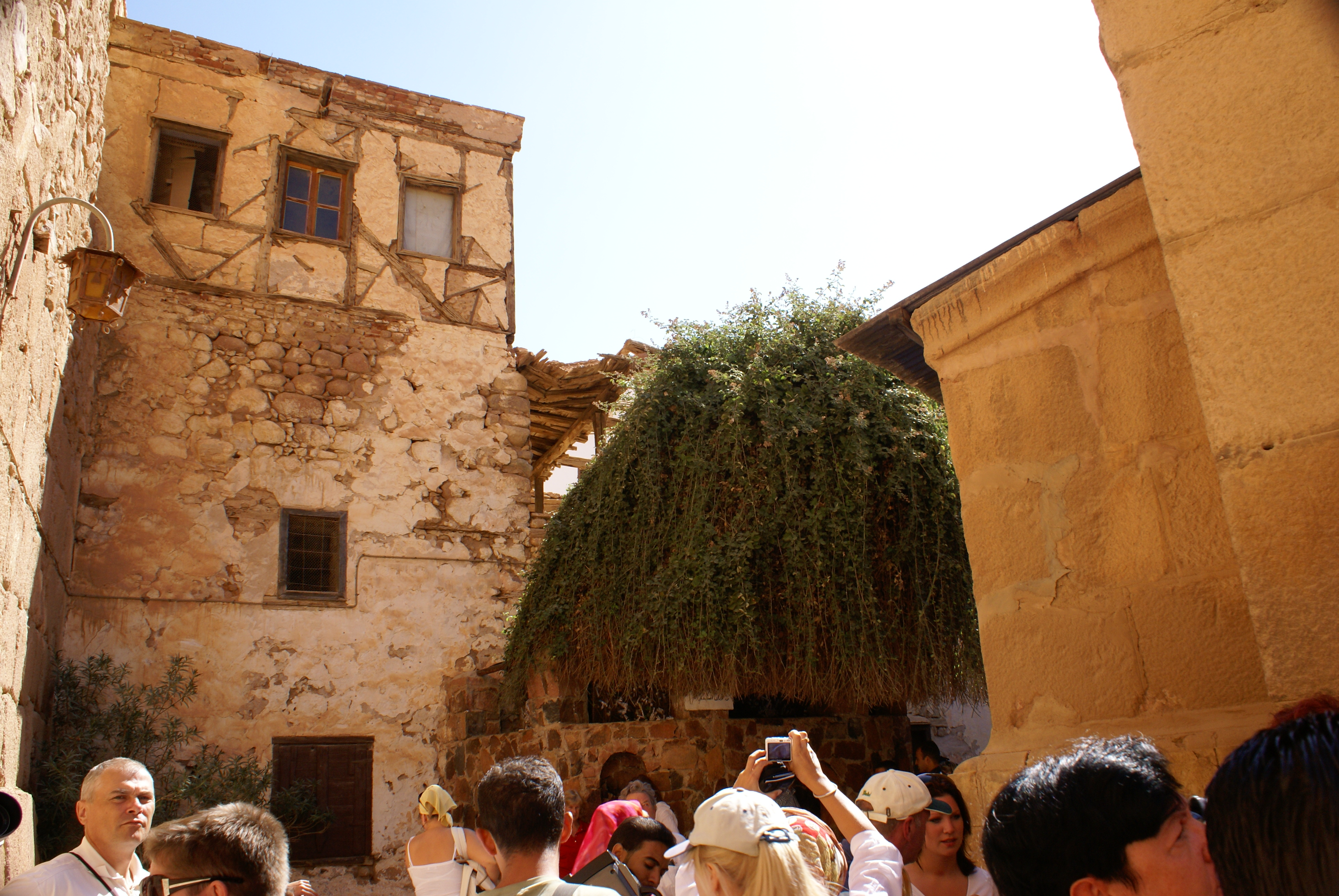
Het brandende braambos

Op de plek waarvan vanaf de 3e eeuw werd aangenomen dat daar zich ooit het Bijbelse brandend braambos bevond, van waaruit God tot Mozes sprak, liet keizerin Helena in 337 een kapel oprichten. In de 6e eeuw voegde de Byzantijnse keizer Justinianus I een versterkt klooster toe, met hoge muren om de monniken en pelgrims tegen overvallen te beschermen.
Sinds de Middeleeuwen is St. Catharina de patrones van het klooster. Catharina werd in de 4e eeuw vanwege haar christelijke geloof gedood. Volgens de legende werd haar lichaam door engelen weggevoerd. Haar stoffelijke resten werden 6 eeuwen later gevonden door monniken boven op de Katharinaberg.
De oudste vermelding van monastieke leven op de plek van het huidige klooster is van de non Egeria die erover schreef in een reisverslag opgesteld tussen 381 en 384. Samen met het klooster van Sint-Antonius is het 's werelds oudste nog gebruikte klooster.
In het jaar 2000 bezocht paus Johannes Paulus II dit klooster.
Sinds 2002 staat het Sint-Catharinagebied en daarmee ook het Katharinaklooster op de werelderfgoedlijst van UNESCO.
Het klooster vormt samen met het gebied eromheen de Autonome Orthodoxe Kerk van de Berg Sinaï die jurisdictioneel valt onder het Grieks-orthodox patriarchaat van Jeruzalem. Het klooster wordt door Griekse monniken bewoond. Het hoofd van deze Kerk en de hegoumen van het klooster is aartsbisschop Damianos I, die meestal in Caïro verblijft.

## Ligging
Het klooster ligt in het hartje van de zuidelijke Sinaïwoestijn, niet ver van het dorpje Milga, aan de voet van de twee hoogste bergen van Egypte: de Sinaïberg (ook wel Mozesberg genoemd) en de Katharinaberg. Het klooster is strategisch gelegen op het pad naar de top van deze Mozesberg waar volgens het (Bijbel)verhaal Mozes van God zijn wetten (de Tien geboden) heeft ontvangen. Door het klooster op deze strategische plek te bouwen, claimde Justinianus I deze plek voor het christendom ten nadele van het jodendom.

## In en om het klooster
De ingang van het klooster en de muren in het zuiden en westen zijn nog oorspronkelijk, de andere muren zijn na een aardbeving in de 14e eeuw herbouwd. Het klooster wordt gedomineerd door de Kerk van de Transfiguratie, ook wel St. Catharinakerk genoemd. De heiligste plaats van het klooster is de Kapel van het Brandende Braambos, recht achter het koor van de kerk (basiliek). De struik die hier nog te zien is is volgens de legende een stek van het Bijbelse braambos.
De begraafplaats ligt in de boomgaard. Na verloop van tijd worden graven geruimd en de beenderen en schedels overgebracht naar het knekelhuis, dat is gevestigd in de kapel van St. Triphonius.
De markante klokkentoren dateert uit 1871. De negen klokken hiervan zijn een gift van tsaar Alexander II.

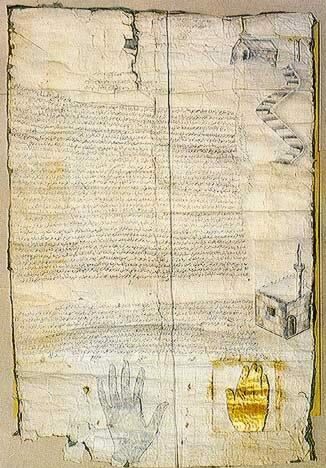
Ashtiname van Muhammad, bescherming en andere privileges biedend aan de volgelingen van Jezus

Op het kloosterterrein bevindt zich ook een fatimidische moskee die in 1106 werd opgericht om het klooster tegen moslims te beschermen. De moskee wordt echter niet gebruikt; de mihrab is namelijk niet naar Mekka gericht.
Tot de schatten van het klooster behoren handschriften en iconen uit de vroege geschiedenis van het christendom. De bibliotheek omvatte zo'n 3000 handschriften in het Grieks, Arabisch, Oudsyrisch, Georgisch, Koptisch en Slavisch. Het meest waardevolle handschrift, dat in het Katharinaklooster werd gevonden, is de Codex Sinaiticus, een bijbel uit de 4e eeuw. Vandaag bevindt zich een groot deel hiervan in het British Library in Londen. Wel bewaart het Sint-Catharinaklooster nog de Codex Syriaticus, een handschrift uit de 5e eeuw.

## Iconen
Het klooster heeft een uitzonderlijk mooie collectie iconen, waarvan sommige dateren uit de 6e en 7e eeuw. Deze oudste iconen zijn ondanks de iconoclastische periode bewaard gebleven. Sommige zijn uitgevoerd in encaustiek of wastechniek (niet in tempera) en doen denken aan Fajoem-portretten. Een voorbeeld is de Christus-icoon, die op de eerste foto hieronder wordt weergegeven.

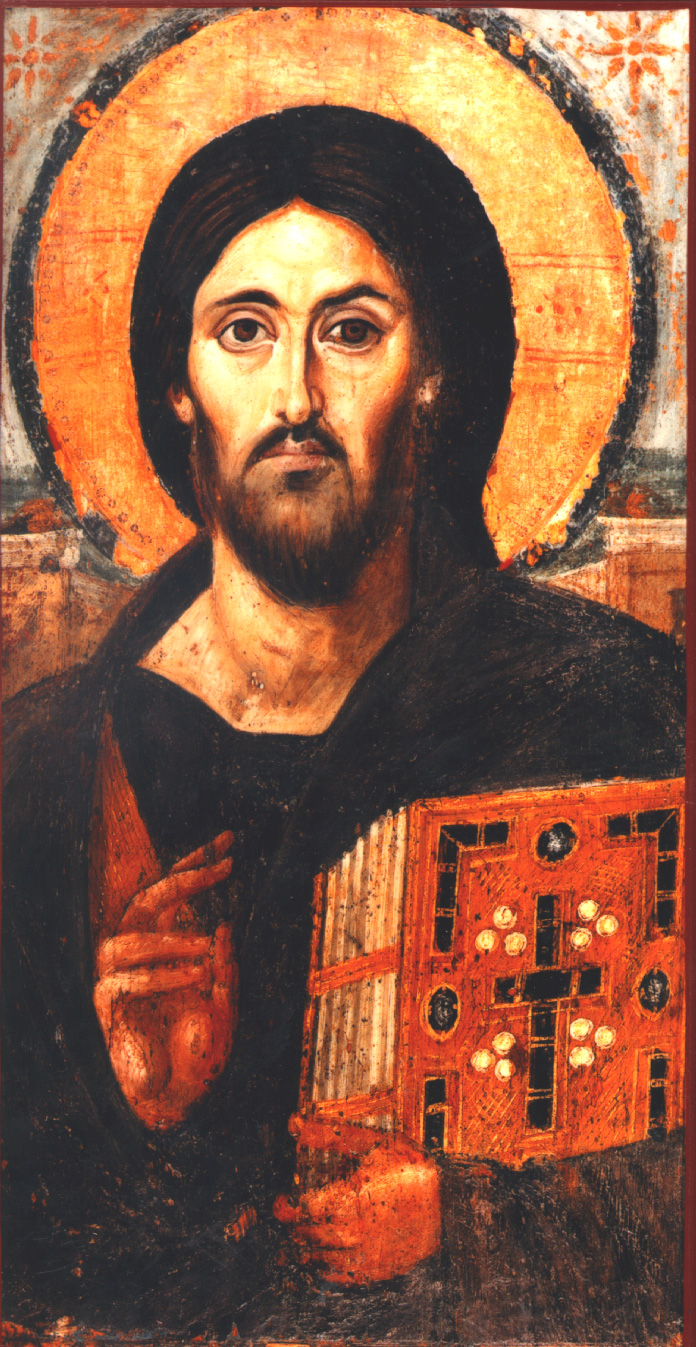
Christus pantocrator, icoon uit het begin van de 6e eeuw
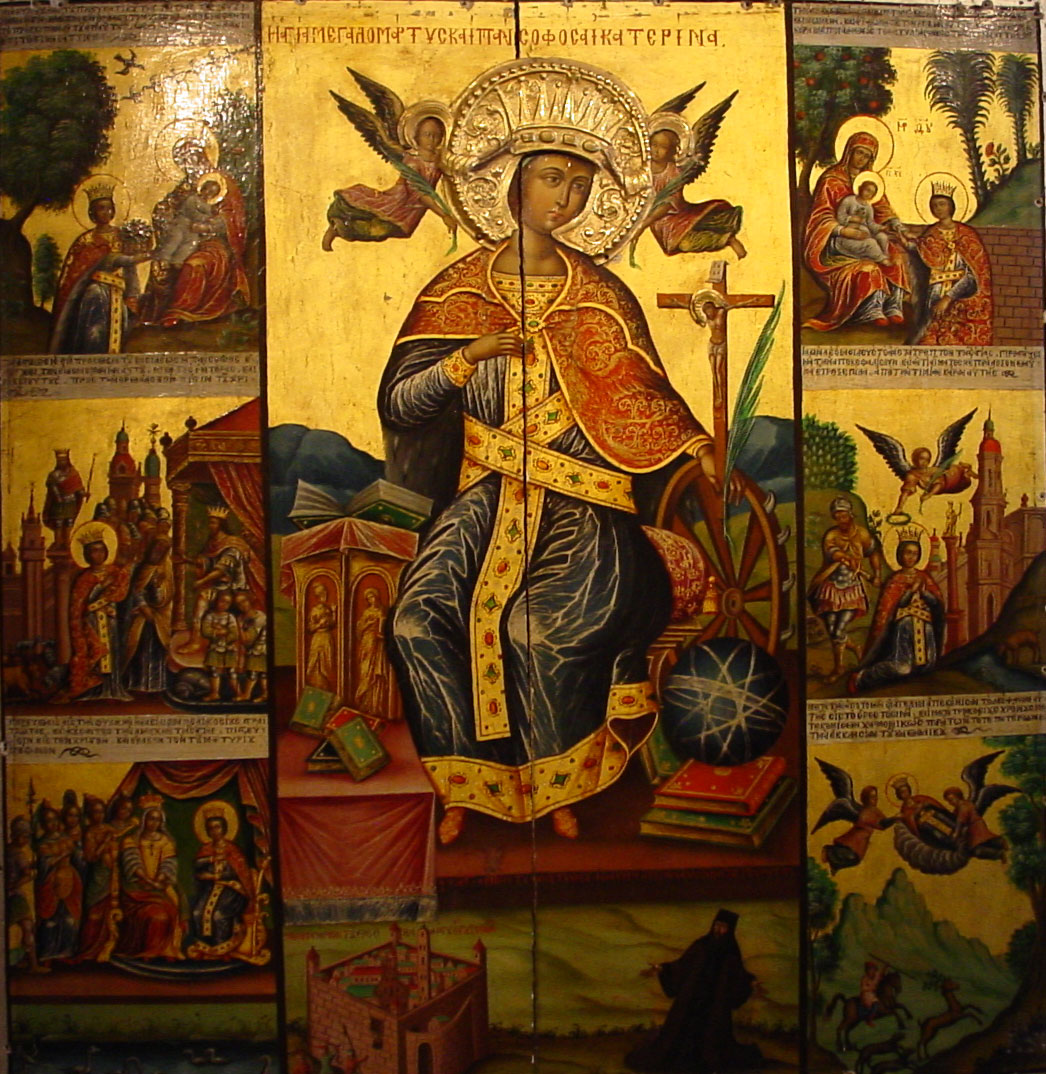
Icoon van Catharina van Alexandrië
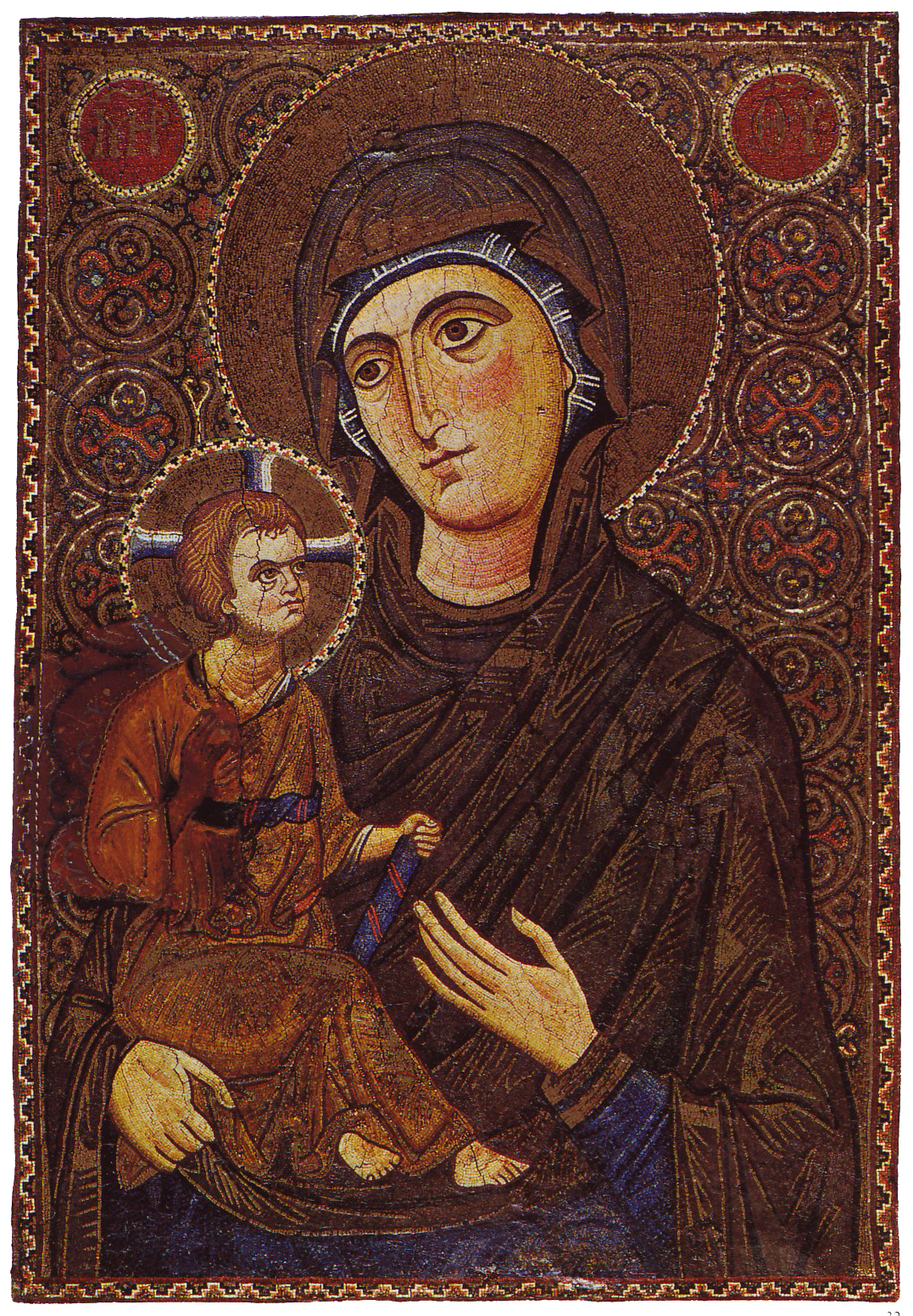
"Madonna and Child", icoon uit de 13e eeuw
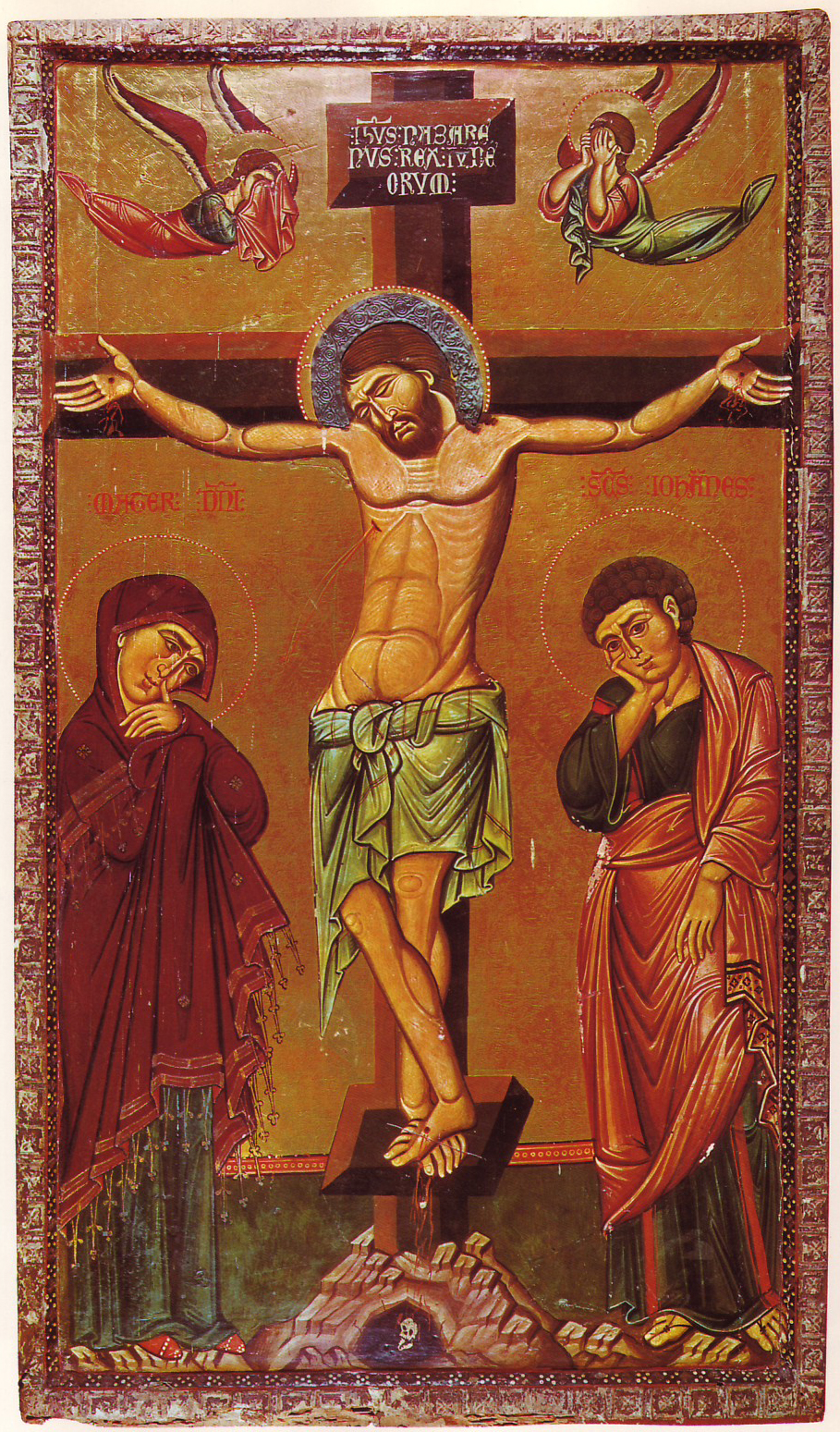
Kruisiging van Jezus, icoon uit de 13e eeuw
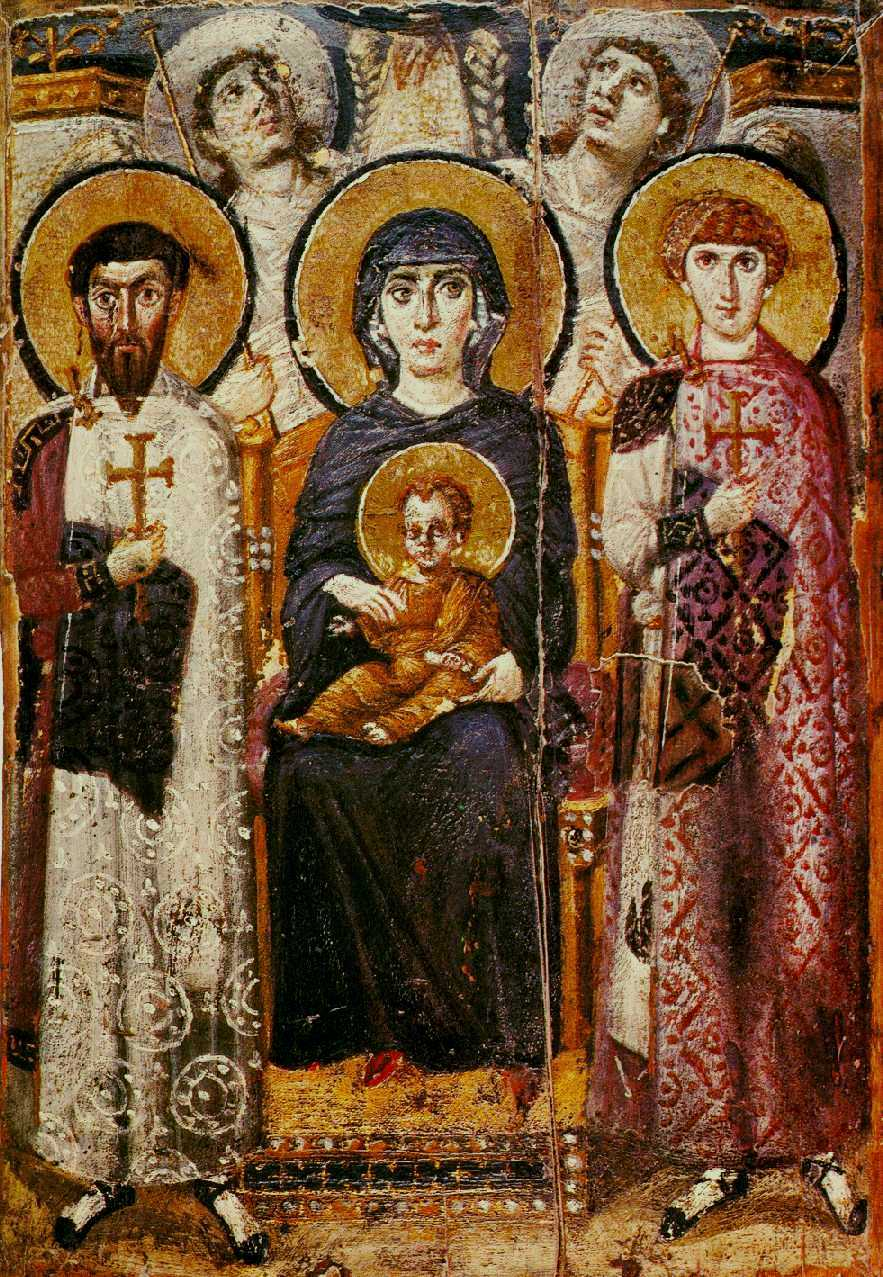
Icoon uit de 6e eeuw

## Voetnoten
1. ↑  https://www.sinaimonastery.com/index.php/en/description/the-monastery/mosque

- Bibsys: 90557743
- Biblioteca Nacional de España: XX254613
- Bibliothèque nationale de France: cb11950018z (data)
- Gemeinsame Normdatei: 660210-1
- International Standard Name Identifier: 0000 0001 2164 345X
- Library of Congress Control Number: n50069569
- Nationale Bibliotheek van Letland: 000288911
- Nationale Bibliotheek van Tsjechië: ko2004238794
- Nationale bibliotheek van Australië: 36082915
- Nationale Bibliotheek van Israël: 987007267405905171
- LIBRIS: 121186
- Système universitaire de documentation: 027465209
- Union List of Artist Names: 500310418
- Virtual International Authority File: 136013277